# Amt Schweinitz

Das Amt Torgau, Karte von Peter Schenk

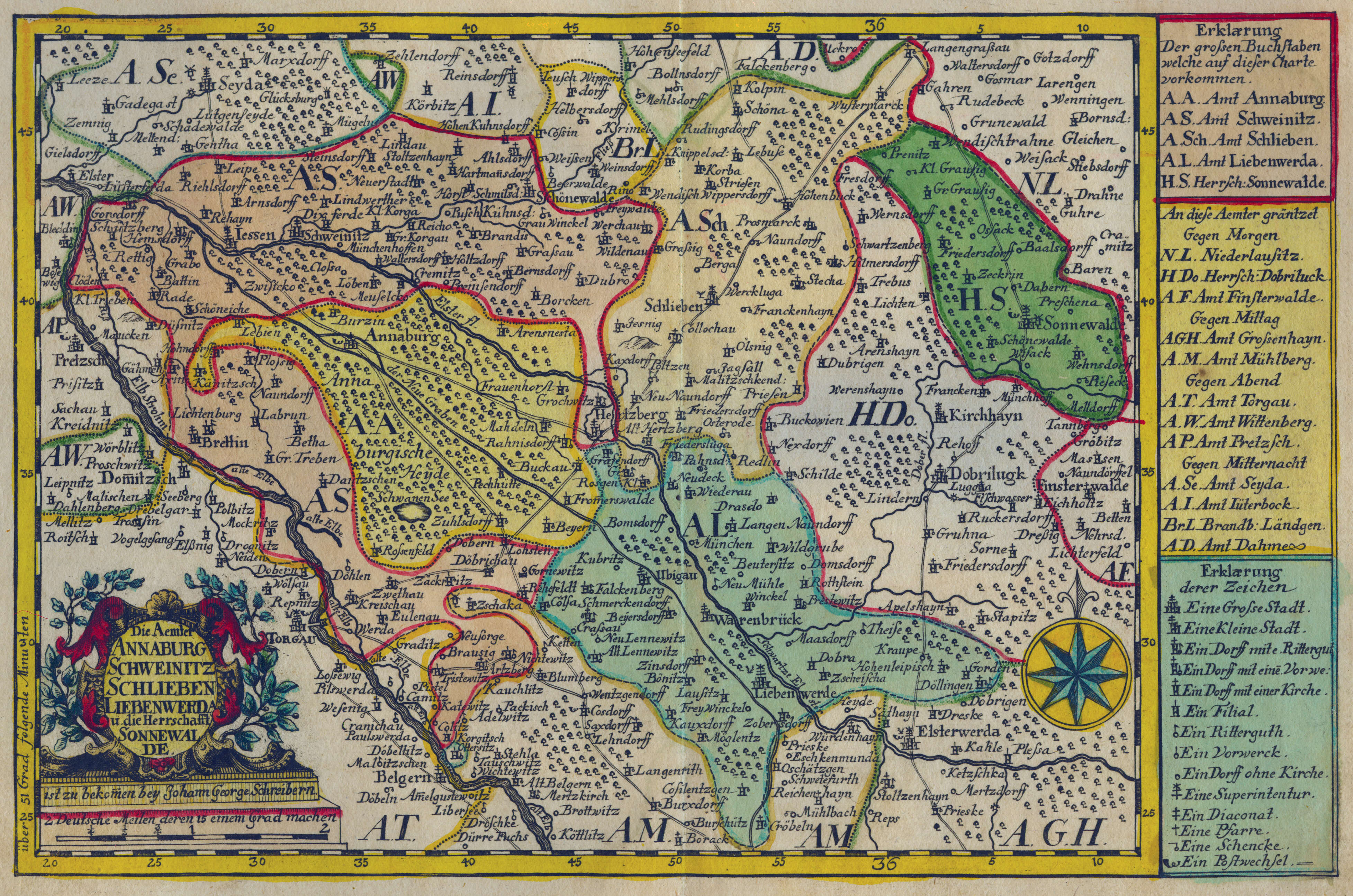
Amt Schweinitz nach Schreiber

Das Amt Schweinitz war eine Verwaltungseinheit des 1806 in ein Königreich umgewandelten Kurfürstentums Sachsen. Das Amt Schweinitz war dem Kurkreis angegliedert. Es ging aus der Herrschaft Schweinitz hervor, die 1362 an das askanische Herzogtum Sachsen gekommen war.
Bis zur Abtretung an Preußen 1815 bildete es als sächsisches Amt den räumlichen Bezugspunkt für die Einforderung landesherrlicher Abgaben und Frondienste, für Polizei, Rechtsprechung und Heeresfolge.

## Geographische Ausdehnung
Das Gebiet des Amts Schweinitz umrahmte das benachbarte Amt Annaburg im gesamten Norden und Westen. Die Exklaven des Amts Schweinitz befanden sich östlich und südlich des Amts Annaburg, sodass dieses Amt fast komplett vom Amt Schweinitz umschlossen wurde. Der Nordteil des Amts wurde vom Schweinitzer Fließ und der Schwarzen Elster durchflossen. Die Elbe bildete im Südteil des Amts in einigen Abschnitten die westliche Amtsgrenze. Die Mündung des Schweinitzer Fließ in die Schwarze Elster und deren Mündung in die Elbe lagen im Territorium des Amts. Der größte Teil des Amtsgebiets liegt heute im Land Sachsen-Anhalt. Der östliche Teil mit den Städten Schönewalde und Herzberg (Elster) liegt im Land Brandenburg. Einige Orte der südlichen Exklaven bei Torgau und nördlich von Belgern befinden sich heute im Freistaat Sachsen.

## Angrenzende Verwaltungseinheiten
| Amt Seyda           | Fürstentum Querfurt (Amt Jüterbog)          | Mark Brandenburg (Exklave Ländchen Bärwalde) |
| Kreisamt Wittenberg | Kompassrose, die auf Nachbargemeinden zeigt | Amt Schlieben                                |
| Amt Pretzsch        | Amt Torgau und Amt Mühlberg                 | Amt Annaburg und Amt Liebenwerda             |

## Geschichte
Der aus dem 12. Jahrhundert stammende Burgbezirk Schweinitz, welcher aus dem Erbe der Grafen von Brehna stammt, bildete den Ursprung der Herrschaft. 1182 ging dieser in den Bereich der Niederlausitz (Mark Lausitz) über. Nach zwischenzeitlicher Lehnshoheit des Erzstifts Magdeburg fiel die Herrschaft im Jahr 1362 an das  askanische Herzogtum Sachsen-Wittenberg. 
Nach Aussterben der Wittenberger Linie der Askanier fiel das Amt 1362 an die Wettiner. Nach der Leipziger Teilung 1485 gehörte das Amt als Teil der Kurlande zur ernestinischen Linie der Wettiner. Seit der Niederlage der Ernestiner im Schmalkaldischen Krieg im Jahr 1547 (Wittenberger Kapitulation) war es im Besitz der Albertiner.
In Folge der Niederlage des Königreichs Sachsen wurden auf dem Wiener Kongress im Jahr 1815 Gebietsabtretungen an Preußen beschlossen, was u. a. den gesamten Kurkreis mit seinen Ämtern betraf. Das Amt Schweinitz wurde dem Regierungsbezirk Merseburg der preußischen Provinz Sachsen zugeschlagen. Der größte Teil des Amtsgebiets kam zum neu gebildeten Landkreis Schweinitz. Kleinere Teile im Süden wurden dem Landkreis Torgau zugeschlagen.

## Zugehörige Orte
Städte
- Schweinitz
- Herzberg/Elster (Exklave)
- Jessen (Elster)
- Prettin
- Schönewalde

Dörfer
| - Ahlsdorf - Arnsdorf - Axien - Battin - Bernsdorf - Bethau - Bleddin (Teilbesitz) - Borken - Brandis - Buschkuhnsdorf | - Dautzschen - Dixförda - Dubro - Freywalde - Gadegast - Gorsdorf - Grabo - Grassau - Grauwinkel - Großkorga | - Groß Naundorf - Großrössen - Großtreben - Hartmannsdorf - Hemsendorf - Hintersee (in Prettin aufgegangen) - Hohndorf - Hohenkuhnsdorf - Holzdorf - Horst | - Kleinkorga - Kleinrössen - Klöden - Klossa - Kremitz - Labrun - Lebien (Teilbesitz) - Leipa - Lichtenburg (in Prettin aufgegangen) - Linda | - Lindwerder - Löben - Meuselko - Mockritz - Mönchenhöfe - Neuerstadt - Plossig - Premsendorf - Rade - Rehain | - Reicho - Rettig - Ruhlsdorf - Schmielsdorf - Schöneicho - Schützberg - Steinsdorf - Waltersdorf - Werchau - Wiepersdorf | - Wildenau - Zwiesigko |

Dörfer (Exklaven)
| - Arzberg - Dahlenberg (Teilbesitz) - Döbrichau - Eulenau - Görnewitz (heute Forsthaus) | - Grochwitz - Kreischau - Leetza - Löhsten - Nichtewitz (Teilbesitz) | - Rehfeld - Triestewitz - Werdau - Zwethau |

## Amtmänner
- 1553 Joachim Pöbel
- 1706 Johann Gottfried Simonis
- 1802 Johann Gottlob Seifert

## Amtshauptmänner
- Christian Ernst von Kanne